# Kendrick (Oklahoma)
Kendrick – miasto w Stanach Zjednoczonych, w stanie Oklahoma, w hrabstwie Lincoln.